# Società Sportiva Cavese 1984-1985
Questa voce raccoglie le informazioni riguardanti la Società Sportiva Cavese nelle competizioni ufficiali della stagione 1984-1985.

## Rosa
| N. |                   | Ruolo | Calciatore             |
| -- | ----------------- | ----- | ---------------------- |
|    | Italia (bandiera) | A     | Matteo Anastasio       |
|    | Italia (bandiera) | D     | Roberto Andreoli       |
|    | Italia (bandiera) | P     | Massimo Assante        |
|    | Italia (bandiera) | D     | Federico Bobbiesi      |
|    | Italia (bandiera) | C     | Germano Carnevale (II) |
|    | Italia (bandiera) | A     | Bartolomeo Di Michele  |
|    | Italia (bandiera) | A     | Fabio Fratena          |
|    | Italia (bandiera) | C     | Antonio Gaeta          |
|    | Italia (bandiera) | D     | Massimo Gregori        |
|    | Italia (bandiera) | C     | Giovanni Gregorio      |
|    | Italia (bandiera) | A     | Francesco La Rosa      |

| N. |                   | Ruolo | Calciatore         |
| -- | ----------------- | ----- | ------------------ |
|    | Italia (bandiera) | C     | Luciano Malaman    |
|    | Italia (bandiera) | C     | Adriano Malisan    |
|    | Italia (bandiera) | A     | Roberto Mandressi  |
|    | Italia (bandiera) | C     | Sergio Mari        |
|    | Italia (bandiera) | P     | Cesidio Oddi       |
|    | Italia (bandiera) | C     | Giuseppe Pavone    |
|    | Italia (bandiera) | D     | Matteo Rispoli     |
|    | Italia (bandiera) | D     | Raffaele Sergio    |
|    | Italia (bandiera) | D     | Gianluca Signorini |
|    | Italia (bandiera) | C     | Alberto Urban      |

## Risultati

### Serie C1

#### Girone di andata
| 23 settembre 1984 1ª giornata | Monopoli | 1 – 1 | Cavese |  |

| 30 settembre 1984 2ª giornata | Cavese | 1 – 0 | Reggina |  |

| 7 ottobre 1984 3ª giornata | Ternana | 2 – 0 | Cavese |  |

| 14 ottobre 1984 4ª giornata | Cavese | 1 – 1 | Cosenza |  |

| 21 ottobre 1984 5ª giornata | Messina | 1 – 0 | Cavese |  |

| 28 ottobre 1984 6ª giornata | Cavese | 0 – 0 | Akragas |  |

| 4 novembre 1984 7ª giornata | Barletta | 1 – 0 | Cavese |  |

| 11 novembre 1984 8ª giornata | Cavese | 1 – 1 | Casertana |  |

| 18 novembre 1984 9ª giornata | Campania | 1 – 1 | Cavese |  |

| 25 novembre 1984 10ª giornata | Salernitana | 1 – 0 | Cavese |  |

| 2 dicembre 1984 11ª giornata | Cavese | 1 – 1 | Benevento |  |

| 9 dicembre 1984 12ª giornata | Cavese | 0 – 0 | Nocerina |  |

| 16 dicembre 1984 13ª giornata | Catanzaro | 2 – 1 | Cavese |  |

| 23 dicembre 1984 14ª giornata | Cavese | 2 – 1 | Foggia |  |

| 6 gennaio 1985 15ª giornata | Palermo | 0 – 0 | Cavese |  |

| 13 gennaio 1985 16ª giornata | Cavese | 1 – 1 | Casarano |  |

| 20 gennaio 1985 17ª giornata | Francavilla | 1 – 1 | Cavese |  |

#### Girone di ritorno
| 3 febbraio 1985 18ª giornata | Cavese | 1 – 1 | Monopoli |  |

| 10 febbraio 1985 19ª giornata | Reggina | 0 – 0 | Cavese |  |

| 17 febbraio 1985 20ª giornata | Cavese | 3 – 0 | Ternana |  |

| 24 febbraio 1985 21ª giornata | Cosenza | 1 – 0 | Cavese |  |

| 3 marzo 1985 22ª giornata | Cavese | 1 – 1 | Messina |  |

| 10 marzo 1985 23ª giornata | Akragas | 1 – 0 | Cavese |  |

| 17 marzo 1985 24ª giornata | Cavese | 3 – 1 | Barletta |  |

| 24 marzo 1985 25ª giornata | Casertana | 0 – 1 | Cavese |  |

| 6 aprile 1985 26ª giornata | Cavese | 0 – 0 | Campania |  |

| 14 aprile 1985 27ª giornata | Cavese | 3 – 1 | Salernitana |  |

| 21 aprile 1985 28ª giornata | Benevento | 1 – 0 | Cavese |  |

| 5 maggio 1985 29ª giornata | Nocerina | 0 – 1 | Cavese |  |

| 12 maggio 1985 30ª giornata | Cavese | 0 – 0 | Catanzaro |  |

| 19 maggio 1985 31ª giornata | Foggia | 0 – 0 | Cavese |  |

| 26 maggio 1985 32ª giornata | Cavese | 1 – 1 | Palermo |  |

| 2 giugno 1985 33ª giornata | Casarano | 2 – 1 | Cavese |  |

| 9 giugno 1985 34ª giornata | Cavese | 0 – 2 | Francavilla |  |